# Moreilândia
Moreilândia é um município brasileiro do estado de Pernambuco. Administrativamente, o município é formado pelos distritos sede e Caririmirim.

## História
Durante a grande seca de 1877, vários agricultores do Ceará deixaram suas terras em busca de locais onde houvesse água para consumo humano e dessedentação animal.  Foi o caso de Claudiano Alves Moreira, que veio de Iguatu, no Ceará, com sua família e rebanho.  Dirigia-se provavelmente ao vale do Rio São Francisco.  Entretanto, ao atravessar o sertão pernambucano, encontrou uma região desocupada, pertencente à paróquia de Granito (Pernambuco), onde as terras eram férteis.  Ao cruzar um riacho, observou poços d'água, o que o fez supor a existência de água subterrânea acessível, o que foi confirmado.  Estabeleceram-se no local e foram seus primeiros habitantes.  Cultivaram um sítio de frutíferas, que se desenvolveu bem.  Logo o local passou a ser chamado Sítio dos Moreira.
A região se prestava a atividades agropecuárias e foi se desenvolvendo a partir desta atividade.  A primeira igreja foi construída por José Alves Lopes, dedicada a Santa Terezinha e concluída em 1930.  A primeira feira livre ocorreu em 1935.
O distrito foi criado em 10 de Maio de 1957, desmembrado do distrito de Carimirim, subordinado ao município de Serrita. Pela lei estadual nº 4.965, de 20 de dezembro de 1963, foi constituído em município autônomo e foi instalado em 19 de Maio de 1964.
Conforme a lei orgânica municipal foi realizado, em 31 de maio de 1991, um plebiscito visando a mudança do nome do município. A lei municipal nº 84/91, homologou a vontade popular mudando o nome de Sítio dos Moreiras para Moreilândia.

## Geografia
Localiza-se a uma latitude 07º37'51" sul e a uma longitude 39º33'04" oeste, estando a uma altitude de 502 metros. Sua população estimada em 2004 era de 10 725 habitantes. Possui uma área de 638 km².
No dia 19 de maio Moreilândia comemora a sua emancipação política.

### Relevo
O município de Moreilândia encontra-se inserido na unidade geoambiental dos Maciços e Serras Baixas, caracterizada por altitudes entre 300 a 800 metros. Uma porção de sua área está inserida na unidade geoambiental das Chapadas Altas.

### Vegetação
A vegetação nativa é composta por floresta subperenifólia.

### Hidrografia
O município está inserido nos domínios da Bacia Hidrográfica do Rio Brígida. Tem como principais tributários os riachos: da Carnaúba ou Carrancudo, do Diego Luna, da Palha, das Lajinhas, do João Bento, Domiciano, Canta Galo, do Cariri Mirim, Novo, Genipapo, do Neco, Cachoeiro, da Ingazeira, dos Cavalos e do Boi, todos de regime intermitente. Possui ainda água acumulada nas lagoas do Catol e Nova.